# 尚家村 (章丘市)
尚家村，中华人民共和国山东省济南市章丘市高官寨镇所辖的一个行政村。全行政村人口32户、129人。耕地面积306亩。行政区划代码370181114210。